# Audition Online
Audition Online (Coreia: 오디션 온라인), conhecido também como Dancing Paradise no Japão, é um jogo online de dança, produzido pela T3 Entertainment. Iniciou sua popularidade na Coreia do Sul e depois foi distribuído para vários países como Hong Kong, Tailândia, China, Japão, Vietnã, Taiwan, sudeste da Ásia e Filipinas, e até no Brasil.

## História
O Audition Online foi desenvolvido pela T3 Entertainment e foi lançado para a editora coreana 'Royworld' em julho de 2005. Em junho de 2006, o YeDang Online fez o Audition Online e o nomeou Club Audition. O jogo também viu seu primeiro lançamento fora da Coréia em 2006 na região do Sudeste Asiático, a região japonesa sob o nome "Dancing Paradise", além da região do Vietnã.
O jogo possuía um servidor "global" onde a maior parte era composto por jogadores americanos e vietnamitas. Depois de um tempo do seu lançamento o servidor foi desativado devido ao enorme números de hackers (também chamado de cheaters, trapaceadores). O servidor coreano continua o jogo tendo a versão mais atualizada com um ótimo suporte e atualizações semanais.
Audition Online, em todos os servidores, é gratuito para jogar, usando o sistema Virtual Asset Sales (VAS) (conhecido por brasileiros como sistema de cash), que permite o usuário usar dinheiro real para comprar itens e avatares (roupas) no jogo. O jogo é similar a Bust a Groove (jogo do Playstation), mas tem uma considerada diferença, o jogo é MMOG (Massively Multiplayer Online Game), em outras palavras, é possível jogar com pessoas do mundo inteiro através da internet (sem internet não é possível jogar)
A Eletronic Times Internet anunciou que o Audition Online alcançou 50 milhões de usuários registrados na China, com 500 mil jogadores simultâneos, passando na frente de jogos altamente populares como Crazy Racing e World of Warcraft
O servidor Brasileiro era atualizado e estava sob a responsabilidade da empresa Hazit online, a qual encerrou as atividades do jogo em 2010, deixando todos os jogadores simultâneos brasileiros sem esclarecimentos. A empresa acabou sendo negligente tratando com grosseria os jogadores que procuravam esclarecimentos, fugindo das responsabilidades que tinham com aqueles jogadores que gastaram dinheiro em cash. Conforme o tempo este episódio acabou sendo esquecido e hoje a empresa continua administrando o Priston Tale.

## Jogabilidade
Seguindo as setas que são mostradas na tela, pressionando a barra de espaço ou o botão control (ctrl) na batida certa da música, o jogador pode conseguir um MISS, BAD, COOL, GREAT ou PERFECT. O personagem irá dançar a medida que o jogador for acertando. Cada sequência de setas tem o seu respectivo e único movimento.
O jogador pode fazer combo de PERFECTs e conseguir pontos extras. Os combos (também chamados de "chains") podem interferir no desempenhos dos adversários e/ou impedir que os adversários interfiram no do jogador. O personagem que fizer mais pontos até o final da música ganha, no caso de jogos em time, será a soma de todos os componentes do grupo. Cada jogador recebe DEN (dinehiro virtual) e pontos de experiência de acordo com o seu desempenho na partida. (No servidor norte-americano, DEN foi traduzido como BEATS)
Se numa partida estiver com 6 jogadores (na maioria dos modos), há a possibilidade de aparecer um evento aletório (chamado pelos jogadores de "missão"), em que bônus de DEN são dados para aqueles que cumprir. Por exemplo, numa partda a missão é não tirar COOl nem MISS, ou conseguir um combo x5. O bônus da missão é mostrado assim que começa a partida. As chances de aparecer uma missão aumenta se a música estiver no modo aleatório.

### 4k e 8k
Em relação às setas, há dois modos: 4 setas (também chamado de 4k) onde são usadas as 4 direções, assim, para jogar, pode-se usar as setas do teclado ou os números no teclado numérico sendo baixo(2), esquerda(4) e direita(6), cima(8). Em alguns modos é permitido usar 8 setas (8k), assim, só poderá jogar no teclado numérico. Além das quatro setas usadas em 4k, há também as diagonais: esquerda-inferior(1), direita-inferior(3), esquerda superior(7) e direita-superior(9). Em alguns modos é permitido escolher entre 4k e 8k, caso queira alternar, basta apertar insert em qualquer momento da partida.

### Chance
Em alguns modos de jogo, pode-se usar o chance, aumentando em 50% a quantidade de pontos de uma sequência. Isso pode ser ativado apertando delete ou . (ponto) no teclado numérico, assim em cada sequência acima do nível 6 aparecerão 3 setas vermelhas que deverão ser pressionadas para a direção contrária.

## Fashion Shop
Como na maioria dos jogos que usam o sistema de cash em MMO, no Audition Online é permitido comprar itens que mudam a aparência do personagem (chamados de avatar), como estilo de cabelo, camisas, blusas, calças, saias, acessórios e até expressões faciais. Os avatares que são comprados com cash, não podem ser comprados com o dinheiro virtual (DEN) conseguido no jogo, assim como avatares que são comprados com DEN não podem ser comprados com cash. Para comprar avatar é preciso ir ao Fashion Shop. Ao entrar no Fashion Shop, no topo da lista estão os avatares comprados com cash, ao fim da lista estão os que podem ser comprados com DEN.
Para conseguir cash é preciso entrar no site e escolher uma dentre as formas de pagamentos disponibilizadas pela empresa. Logicamente, cada servidor tem um site diferente; por isso deve ser levado em conta que cada servidor é um (ou mais) país diferente e que a empresa (ou sede da empresa) também é diferente.

## Modos de Jogo

### Modos individuais
Onde cada jogador compete para ser o melhor da sala. Você pode jogar nesses modos mesmo estando sozinho numa sala, mas fazendo isso não ganhará pontos de experiência nem DEN.
Practice Mode
Permite que o jogador treine suas habilidades no audition com uma barra guia de ritmo nas primeiras sequências. Neste modo só irão aparecer sequências de 1 a 5 e não terá o Finish Move. Quando a barra de espaço não é apertada na batida certa, não é considerado MISS (erro) e terá a chance de apertar na próxima batida. Este modo é disponível apenas no servidor para iniciantes (do nível 1 ao 5).
Practice Mode-8
É o mesmo sistema de Pratice Mode mas com 8 setas. Este modo é disponível nos servidores intermediários (do nível 6 ao 10) e nos livres (sem restrição de nível).
Batalha Freesytle
A dança progride por todos os níveis colocando comandos da sua escolha. Basicamente isso é para mostrar uma sequência de dança que você criou. Consequentemente PERFECTs farão com que a sequência passe de nível mais rápido, enquanto BAD não fará diferença alguma nesse progresso. Nesse modo pode ser feito até 3 Finish Moves se for feito PERFECT pelo menos nos dois primeiros.
Competição de Dança
Neste modos são dadas as mesmas sequências para todos os jogadores, assim, todos irão fazer os mesmo passos. Apenas comandos em 4k são feitos nesse modo. O jogador que errar 1 sequência será penalizado deixando de fazer a próxima sequencia.
Competição de Dança Avançada
É o mesmo sistema de Batalha de Dança, mas são adicionados comandos que usam as diagonais (8k).
A mesma penalidade para quem recebe um MISS, deixa de fazer a próxima sequência. O Finish Move é sempre em 8k
Jogo Normal
Também chamado de Modo Livre (Free Mode), é uma mistura de Batalha de Freestyle e Competição de Dança. O jogador começa fazendo sequências dadas até o nível 7 e procede para o freestyle, em que podem ser feitas as sequências de sua escolhe do nível 6 e 7. Depois segue para o nível 8 e 9, fazendo corretamente as sequências segue para o Freestyle2 onde podem ser feitas sequências de nível 8 e 9. Assim como no modo Batalha de Freestyle, aqui também podem ser feitos 3 Finish Moves, desde que saia PERFERCTs nos dois primeiros.
SYNC-8
Um exclusivo modo em 8k que as sequências começam no nível 6. Todos os jogadores farão os mesmos comandos, sendo sincronizado. Este é basicamente o modo Competição de Dança em apenas 8k
Dynamic 4 / Dynamic 8
Modo parecido com Competição de Dança com movimentos freestyle (dão menos pontos que o normal) alternadamente entre os jogadores. Como o número indica, este modo pode ser jogado tanto em 4k como em 8k
One-Two Party
Parecido com o jogo Space Channel 5. Nesse modo, NPC (personagem não controlável) mostram direções a serem colocadas no ritmo da música, então o jogados deve fazer o mesmo que o NPC fez depois q ele terminar. Neste modo só são usadas as 4 direções, quando o NPC gritar GO é para apertar a barra de espaço, Qaundo gritar YEAH é para apertar o insert ou o número 5 do teclado numérico.
BeatUp Mode[6]
Similar ao clássico Dance Dance Revolution e ao Pump It Up, no modo Beat Up setas em 6 direções aparecem e o jogador precisar apertar a respectiva tecla na hora que a seta chega ao centro da tela. O jogador precisa ficar atento também a barra na parte inferior da tela, quando o brilho chega no centro da barra deve apertar a barra de espaço (também pode ser insert, 5 ou ctrl). As setas são esqueda-inferior(1), esquerda(4), esquerda-superior(7), direita-inferior(3), direita(6), direita superior(9). Próximo ao final da música é avisado que o chance pode ser ativado (apertando delete) e assim algumas setas irão ficar vermelhas no meio do caminho e não devem ser apertadas. Apertando o enter do teclado numérico, fará com que as barras das setas fiquem menores, fazendo com que cada seta valha mais pontos que o normal, não se sabe bem ao certo, mas estima-se algo em torno de 30% a mais. Apertando o enter novamente, as barras voltam ao normal.
BeatUp Mode[4]
Mesmo sistema do BeatUp[6], com algumas diferenças. As setas para esquerda(4) e direita(6) passam a ser automáticas e não precisam ser apertadas (não contam pontos ou como combo) e no final não terá a opção de usar chance. Neste modo pode ser jogado com as teclas Home(direita-superior), End(esquerda-inferior), Page Down(direita-inferior) e Page Up(direita-superior). O enter do teclado numerico pode ser usado para ganhar mais pontos, assim como no BeatUp Mode[6]
Dance Battle (4 Key) ou (8 Key)
No servidor SEA (sudeste asiático) este modo era chamado de Sync©-4 / Sync©-8. No início este modo é exatamente igual a Batalha de Dança ou Sync8 (respectivamente). Após fazer o finish move, não voltará para o nível 6 como nos outros modos, terá o nível 10 e 11, uma barra aparecerá no lado direito da tela e de acordo com seu desempelho vai enchendo. Após o nível 11, aparecerá o Finish Move com 11 setas sendo uma vermelha (chanced), fazendo o Finish Move, o jogador recebe um bônus (em pontos), quanto melhor foi seu desempenho nas saquências de nível 10 e 11 maior será o bônus. Se a música acabar enquanto o jogador estiver nas sequências de nível 10 ou 11, o bônus atual (mostrado na parte de baixo da barra) será adicionado a pontuação final.
Modo Licença
Depois do jogador conseguir o número de pontos de experiência necessario para passar de nível, este jogador deve fazer um teste. Basta clicar no botão em cima da lista de jogadores na sala de espera. Este modo leva o jogador para uma nova sala (sozinho) e mostra o que deve ser feito para passar de nível (uma certa pontuação, número de PERFECTS e um combo). Se o jogador conseguir, ganha uma certa quantidade de DEN (dependendo do nível do personagem), mas se falhar perde uma certa quantidade de DEN(também dependendo do nível) podendo tentar novamente.

### Modos em grupo
Nestes modos só é possível jogar com 4 ou 6 jogadores, dividido em 2 ou 3 times (vermelho, azul e verde), que em cada um deve haver o mesmo número de jogadores. O time vencedor é decidido com a soma da pontuação de todos os integrantes, então, mesmo estando em primeiro lugar na partida o jogador pode perder.
Competição Normal de Times
Este é o modo de dança em times equivalente ao Jogo Normal. Jogadores reversam com os outros membros do time para aumentar o nível das sequências. Se uma pessoa errar, o erro vale para todo o grupo.
Competição de Dança
Esta é uma versão orientada da versão de Freestyle. A diferença é que todos os membros mesmo usando os movimentos livres (freestyle) devem fazer o mesmo movimento. Se não, o turno é considerado um erro e perde a oportunidade de fazer um movimento no próximo turno. É indicado combinar com os membros do grupo antes da partida. Por exemplo: moviemntos que comecem com esquerda e depois direita, então, em todas as sequências coloque primeiro para esquerda, depois direita e termine a primeira sequência de cima (já que aparecem 3 de uma vez). A maioria das pessoas usam os números para indicar as direções, nesse exemplo seria 4(esquerda) e 6(direita).
Batalha em Grupo
Um time de cinco pessoas contra um NPC (personagem não jogavel), para ganhar diferentes quantidades de DEN dependendo do nível de dificuldade. Se a soma da pontuação dos 5 jogadores for maior que a pontuação do NPC, eles ganham, se não, não conseguem nada. Para participar de uma Batlaha em Grupo, o jogador de ser acima do nível 6 e deve pagar uma taxa em DEN dependendo do nível de dificuldade. Há 4 tipos de NPCs, os que estão sozinho, os que vem em trio, os do modo BeatUP e os casais que para enfrentar precisa de 2 casais de jogadores. (No servidor brasileiro só tem o primeiro tipo citado) Neste modo nenhum ponto de experiência é ganho. Jogadores de nível superior ao 16 (21 em alguns servidores) têm acesso a mais NPC's, são mais dificeis porém a vitória é recompensada com muito mais DENs
Batalha B-boy com 4(ou 8) direções
Um jogador individualmente de cada time faz um movimento Freestyle, então a sequência aparece para o time adversário, depois que some o time terá que fazer a mesma sequência. Se o grupo fizer corretamente a sequência feita pelo advesário, uma barra que aparece no canto superior aumentará, a cada vez que a barra enche, aumentará o número ao lado dela. Quando a partida termina, se o time vencedor tiver um n´´umero maior que 5 além dos pontos de experiência e do DEN, também ganhará a quantidade de DEN do adversário (deixando o time perdedor sem ganhar DEN algum). Em 4k esse modo começa no nível 6, já em 8k, começa no nível 8.
Dança em Pares / Dança em Pares Avançado
Uma daça em casal. Onde o homem fica de frente para a mulher fazendo os memsmo passos. Se os dois fizeram um PERFECT simultâneo, eles conseguem 1 coração. Conseguindo 3 corações a mais que o casal oponente, fará com que o casal se abrace na vitória, conseguindo 5 ou mais, eles se beijarão. Se um casal conseguir pelo menos 5 corações eles têm a opção de formar um casal no jogo e os dois terão que fazer um teste. Neste modo a competição pode ser até por 3 casais. (No servidor brasileiro, ainda só é permitido 2 casais por partida)
Night Mode 4 / Night Mode 8
Neste modo cada time cada time joga como em Competição de dança até do nível 6 ao 9 e então procegue com 1 movimento freestyle para cada nível do 6 ao 8, 2 movimentos freestyle para o nível 9 e finalmente termina com o Finish Move. O deixa este modo diferente? Há um cenário exclusivo para este modo, erro de um jogador não atrapalha o desempenho do outros membro do grupo, o erro não impede que o jogador faça a próxima sequência, e esse modo só tem músicas acima de 125bpm. um dos modos mais agitados do jogo.
Dynamic 4 / Dynamic 8
Como no modo solo, a única diferença é que sempre virá 2 moviemntos Freestyle seguidos. O erro de um jogador não atrapalha o desempenho do resto do grupo.
Sync 4 / Sync 8
Esse modo é jogado exatamente como Competição de Dança, cada jogador jogar por si só. O jogador que errar um passo não atrapalha o desempenho do grupo.
Club Dance
3 homens e 3 mulheres ficam frente a frente. Antes da partida começar em certos momentos da música, cada um deve escolher um personagem do sexo oposto pressionando F1,F2 e F3, se um homem e uma mulher se esolherem, eles fazem uma Dança em Pares e termina no Finish Move.
Ballroom Dance
É como o Club Dance. É preciso de 3 homens e 3 mulheres. todos os jogadores do sexo oposto que não está dançando com seu persongem ficam escuros. No topo há ícones de chapéus e rosas separados em 3 partes (uma parte para cada time), o chapéu representa a pontuação do homem e a rosa representa a da mulher. Em alguns momentos da partida é permitido trocar de par pressionando a barra de espaço, se nenhum dos dois pressionar o casal continua o mesmo. No final da partida é mostrado o Party King(homem) e a Party Queen(mulher) que foram os jogadores com maior pontuação, eles não precisam ser do mesmo time para ganhar. Na sala, os ganhandor da última partida terão um chapéu e uma rosa (homem e mulher respectivamente). Há duas curiosidades nesse modo: diferente do outros modos, esse tem uma coreógrafia específica para cada música, totalmente diferente dos passos normais do jogo; e por enquanto esse modo só tem no servidor coreano, mas possui algumas músicas em português.
Wedding Party
Neste modo não há competição. Para jogar nesse modo é preciso ter um parceiro(a) e ter um item comprado com Cash. É como a licença, mas nesse caso ambos (o casal) deverá atingir o desafio (combos, PERFECTs e pontos). A música é única, não pode ser jogada em outro modo. Conseguindo vencer o desafio, os dois personagens, em qualquer sala, aparecerão com um anel em cima.